# 労働者社会主義同盟
労働者社会主義同盟（ろうどうしゃしゃかいしゅぎどうめい、略称 労社同）は1998年結成の日本の新左翼党派。
1998年2月に東京で毛沢東主義（中国派）の日本共産党（左派）より派生した日本労働者党と、山川暁夫・高田健・生田あい等の建党同盟により結成された。初代議長は山川暁夫、中央機関紙は『人民新報』（旬刊）、理論機関誌は『協働インターコム』（年1～2回刊行）。

## 概要
規約での自己規定は「労働者社会主義同盟は、日本革命の勝利のために闘う共産主義者の自主的・自覚的な政治組織」。
綱領での主な記載は以下で、暴力革命やプロレタリア独裁や民主集中制の記載は無い。
- 日本革命のもっとも基本的な任務は、日本独占資本家階級の支配を打倒し、日米安保条約破棄、米軍基地撤去など、アメリカ帝国主義による日本の国家主権侵害を排除して、人民の民主的権力を樹立し、社会主義革命をなし遂げること
- 大衆運動を高揚させ、議会選挙において安定的な支持を獲得しなければならない
- 日本革命は、プロレタリア世界革命の一構成部分である
- 私たちの最終目的は世界に共産主義を実現し、全人類を解放することである

2000年、山川暁夫は死没した。